# 1977 a sportban
1977 a sportban az 1977-es év fontosabb sporteseményeit tartalmazza az alábbiak szerint:

## Események
- január 3–9. Australian Open teniszbajnokság, Melbourne
- január 22–23. Férfi gyorskorcsolya-Európa-bajnokság, Larvik
- január 25–29. Műkorcsolya-Európa-bajnokság, Helsinki
- február 7–13. Íjász-világbajnokság, Canberra
- február 12–13. Férfi gyorskorcsolya-világbajnokság, Heerenveen
- február 12–13. Női gyorskorcsolya-világbajnokság, Keyton
- február 18–20. Sírepülő-világbajnokság, Vikersund
- február 23–27. Biatlon-világbajnokság, Vingrom
- február 26–27. Gyorskorcsolya-sprintvilágbajnokság, Alkmaar
- március 1–5. Műkorcsolya-világbajnokság, Tokió
- március 10–21. Jégkorong-világbajnokság, B csoport, Tokió
- március 12–20. Jégkorong-világbajnokság, C csoport, Koppenhága
- március 12–13. VIII. fedett pályás atlétikai  Európa-bajnokság, San Sebastian
- március 26.–április 5. XXXIV. asztalitenisz-világbajnokság, Birmingham
- április 21.–május 8. Jégkorong-világbajnokság, A csoport, Bécs
- április 26.–május 15. Vuelta kerékpárverseny
- május 3–8. Tollaslabda-világbajnokság, Malmö
- május 13–14. XI. női tornász-Európa-bajnokság, Prága
- május 23.–június 5. Roland Garros teniszbajnokság, Párizs
- május 28.–június 5. XXII. ökölvívó-Európa-bajnokság, Halle an der Saale
- május 11–15. Cselgáncs-Európa-bajnokság, Ludwigshafen
- május 20.–június 12. Giro d’Italia kerékpárverseny
- május 21–27. Teke-Európa-bajnokság, Zágráb
- május 27–29. XII. férfi tornász-Európa-bajnokság, Vilnius
- május 26–31. Birkózó-Európa-bajnokság, Bursa
- június 6–15. Vitorlázó repülő hollandi-világbajnokság, Torbole
- június 8–16. Vitorlázó 470-es Európa-bajnokság,
- június 13–26. Koronglövő-Európa-bajnokság, Dorchester
- június 20.–július 2. Wimbledoni teniszbajnokság, Wimbledon (London)
- június 23–26. Díjugrató-Európa-bajnokság, Bécs
- június 30.–július 24. Tour de France kerékpárverseny
- július 2–12. Vitorlázó Soling-világbajnokság, Hanko
- július 14–24. Vívó-világbajnokság, Buenos Aires
- július 25.–augusztus 5. Vitorlázó finn dingi-Európa-bajnokság, Isztambul
- augusztus 14–21. XIV. úszó-, műugró-, műúszó- és vízilabda-Európa-bajnokság, Jönköping
- augusztus 17–21. IX. uszonyos- és búvárúszó-Európa-bajnokság, Dunaújváros
- augusztus 18–26. VIII. Nyári Universiade, Szófia
- augusztus 20–28. Evezős-világbajnokság, Amszterdam
- augusztus 25–szeptember 3. Kerékpáros-világbajnokság, San Cristóbal
- augusztus 25–szeptember 3. Vitorlázó csillaghajó-világbajnokság, Kiel
- augusztus 26–szeptember 6. Vitorlázó Soling-Európa-bajnokság, Pireusz
- augusztus 29.–szeptember 4. Sportlövő-Európa-bajnokság, Bukarest
- augusztus 31.–szeptember 4. Díjlovagló-Európa-bajnokság, Sankt Gallen
- augusztus 31.–szeptember 11. US Open teniszbajnokság, New York
- szeptember 1–4. kajak-kenu-világbajnokság, Szófia
- szeptember 2–4. I. atlétikai világkupa, München
- szeptember 7–17. Koronglövő-világbajnokság, Antibes
- szeptember 17–25. Súlyemelő-világbajnokság, Stuttgart
- szeptember 8–11. Military-Európa-bajnokság, Burghley
- szeptember 15–18. Fogathajtó-Európa-bajnokság, Donaueschingen
- szeptember 15–25. Férfi kosárlabda-Európa-Bajnokság, Belgium
- szeptember 25.–október 2. Férfi és női röplabda-Európa-Bajnokság, Helsinki, Turku, Kotka, Oulu, Lahti, Tampere
- október 2–5. Öttusa-világbajnokság, San Antonio
- október 14–17. Kötöttfogású birkózó-világbajnokság, Göteborg
- október 21–23. Szabadfogású birkózó-világbajnokság, Lausanne
- október 23. – Niki Lauda nyeri a Formula–1-es világbajnokságot a Ferrarival.
- december 19. – A Salgótarjáni Bányász TC, a Salgótarjáni Kohász SE és öt más városi sportegyesület összevonásából, a megyeszékhely központi sportegyesületeként megalakul a Salgótarjáni Torna Club.[1]

## Születések

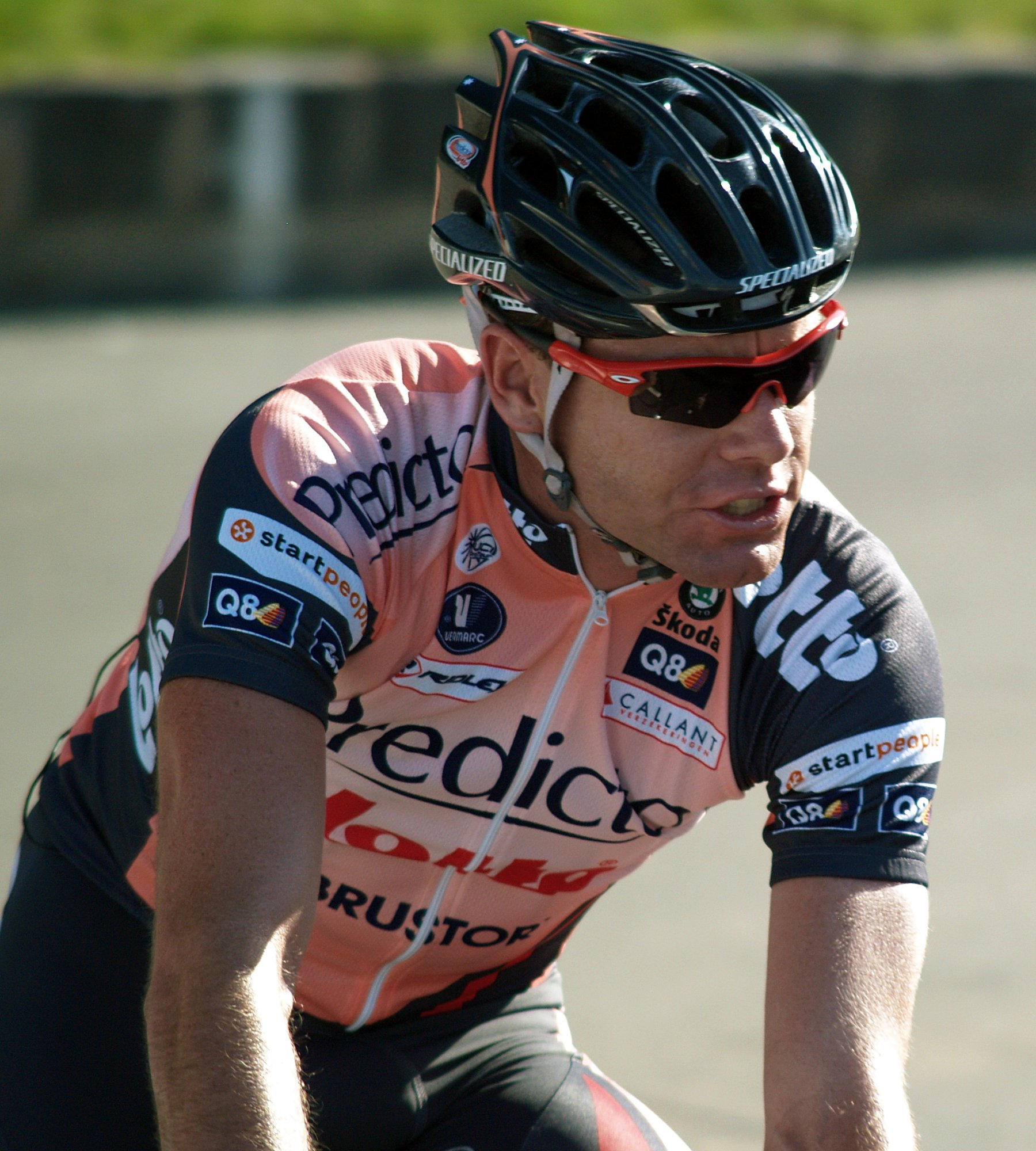
Cadel Evans

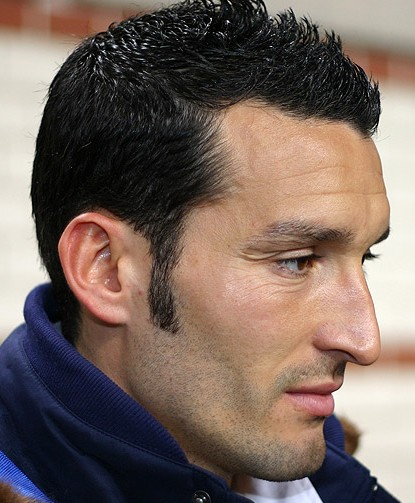
Gianluca Zambrotta

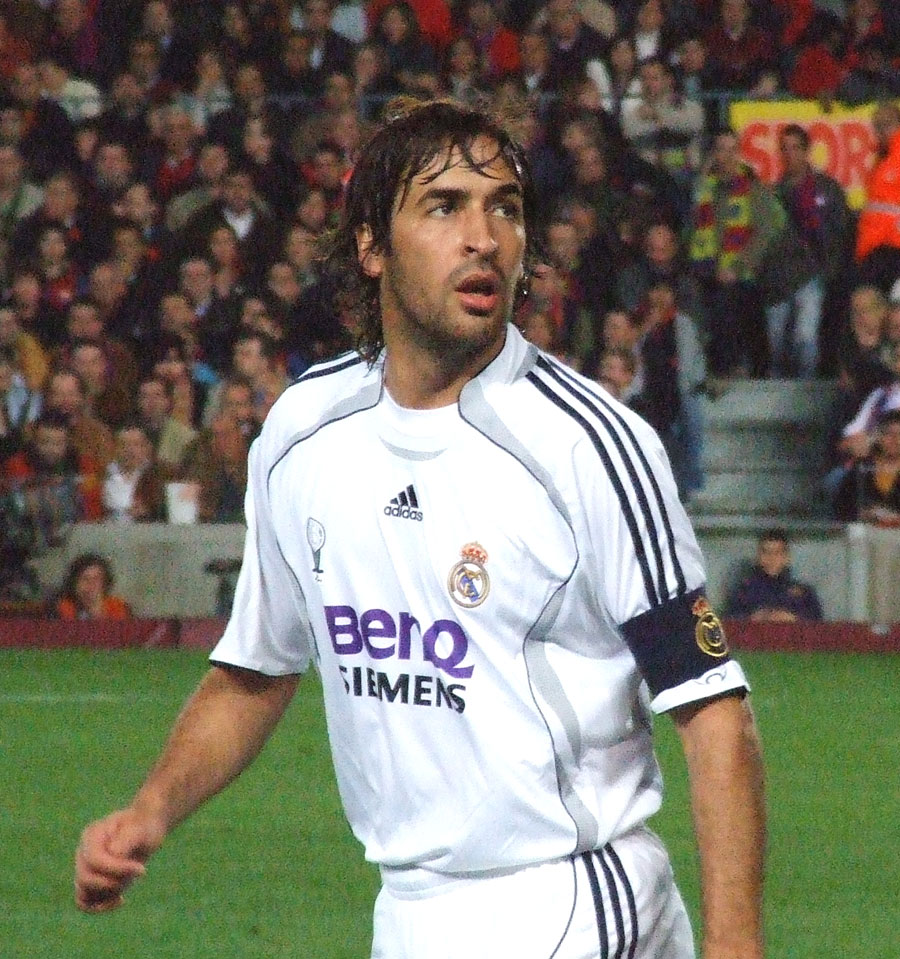
Raúl

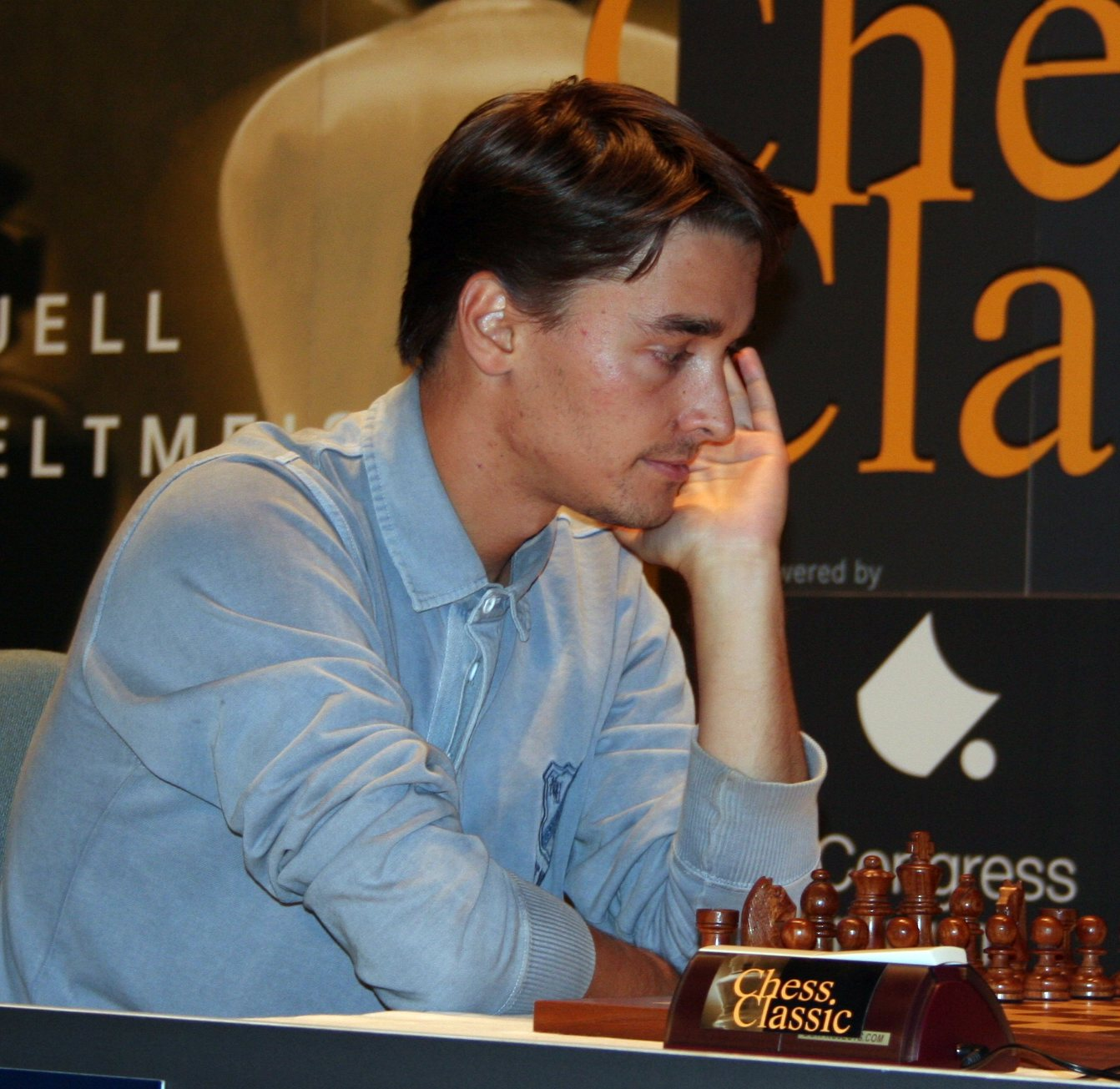
Alekszandr Morozevics

- január 1. – Jacek Magiera, lengyel korosztályos válogatott labdarúgó, edző
- január 2. – Farkas Norbert, magyar labdarúgó
- január 3. – Lee Bowyer, angol válogatott labdarúgó
- január 4. – Dmitrij Viktorovics Nabokov, orosz jégkorongozó († 2019)
- január 8. – Matkó Zsolt, magyar labdarúgókapus
- január 10. – Mike Fokoroni, zimbabwei atléta
- január 11.
  - Pavle Jovanovic, világbajnoki bronzérmes amerikai-szerb bobozó († 2020)
  - Tokaji Viktor, magyar jégkorongozó
- január 14. – Narain Karthikeyan, indiai autóversenyző, Formula–1-es pilóta
- január 21. – Bradley Carnell, dél-afrikai válogatott labdarúgó
- január 24. – Gerhard Struber, osztrák korosztályos válogatott labdarúgó, edző
- január 25. – Tomasics József, magyar amerikaifutball-játékos
- január 28. – Szató Takuma, japán autóversenyző, Formula–1-es pilóta, Indianapolisi 500-as győztes
- február 5. – Ivan Đurđević, szerb labdarúgó, edző
- február 8. – Petr Fulín, cseh autóversenyző
- február 11. – Dominic Marleau, kanadai jégkorongozó
- február 14. – Cadel Evans, ausztrál kerékpáros
- február 19. – Gianluca Zambrotta, világbajnok olasz válogatott labdarúgó
- február 19. – Teo Đogaš, horvát vízilabdázó
- február 22. – Hakan Yakın, svájci labdarúgó
- február 25. – Zováth János, magyar labdarúgó
- március 1. – Baranyi Imre, magyar vízilabdázó
- március 21. – Csay Renáta, magyar kenus
- március 27. – Elek Norbert, magyar labdarúgó
- március 29. – Medvegy Nóra, sakkozó, női nemzetközi nagymester, kétszeres magyar bajnok
- március 31. – Gyimesi Zoltán, sakkozó, nemzetközi nagymester, magyar bajnok
- április 2. – Goran Volarević, Európa-bajnoki ezüstérmes horvát-, majd olasz válogatott vízilabdázó, kapus
- április 7. – Rósa Dénes, magyar válogatott labdarúgó
- április 8. – Bognár Imre, magyar kézilabdázó
- április 9. – Wilfried Nancy, francia labdarúgó
- április 16. – Fredrik Ljungberg, svéd válogatott labdarúgó
- április 18. – Georgi Bacsev, bolgár válogatott labdarúgó, edző
- április 23. – I Jongphjo, dél-koreai válogatott labdarúgó, olimpikon
- április 28. – Thorstein Helstad, norvég válogatott labdarúgó
- május 2. – Megyesi László, magyar labdarúgó
- május 3. – Steve Lowe, kanadai jégkorongozó*
- május 6. – Sebastian Colțescu, román labdarúgó-játékvezető
- május 10. – Nick Heidfeld, Formula–1-es autóversenyző
- május 11. – Armel Le Cléac’h, francia hajóskapitány és óceáni szólóvitorlázó
- május 14. – Brian Priske, dán válogatott labdarúgó és edző
- május 19. – Manuel Almunia, spanyol labdarúgó
- május 26. – Luca Toni, világbajnok olasz válogatott labdarúgó
- május 27. – Eoin McInerney, kanadai jégkorongozó kapus
- június 1. – Marius Adrian Radu, román labdarúgó
- június 1. – Némedi Norbert, magyar labdarúgó
- június 14. – Duncan Oughton új-zélandi labdarúgó
- június 19. – Maria Cioncan, román atléta († 2007)
- június 27.
  - Raúl, spanyol labdarúgó
  - Virág Lajos, világbajnoki ezüstérmes kötöttfogású magyar birkózó, olimpikon
- július 1. – Molnár Balázs, magyar válogatott labdarúgó
- július 5. – Nicolas Kiefer, német teniszező
- július 10. – Martin Čotar, horvát kerékpározó
- július 18. – Alekszandr Szergejevics Morozevics, orosz sakkozó
- július 27.
  - Danijel Šarić, szerb származású katari kézilabdázó, kapus
  - Veréb Krisztián, olimpiai bronzérmes, világbajnoki ezüstérmes és Európa-bajnoki ezüstérmes magyar kajakozó († 2020)
- augusztus 4. – Borsányi Gábor, magyar üzletember és labdarúgó, a teqball egyik feltalálója
- augusztus 5. – Szöllősi György, magyar sportújságíró, szakíró
- augusztus 9. – Csordás Csaba, magyar labdarúgó
- augusztus 12. – Jesper Grønkjær, dán labdarúgó
- augusztus 17. – Thierry Henry, konföderációs kupa-győztes, világ- és Európa-bajnok francia válogatott labdarúgó
- augusztus 24. – Robert Enke, német labdarúgó († 2009)
- augusztus 26. – Vereckei Ákos, kétszeres olimpiai és hatszoros világbajnok kajakozó
- augusztus 27. – Deco, portugál válogatott labdarúgó
- szeptember 8. – Feczkó Tamás, magyar labdarúgóedző
- szeptember 10. – Željko Kopić, horvát labdarúgó, edző
- szeptember 11. – Vitalie Grușac, olimpiai bronzérmes moldáv ökölvívó
- szeptember 13. – Eirik Bakke, norvég válogatott labdarúgó
- szeptember 14. – Ferenczi István, magyar válogatott labdarúgó
- szeptember 17. – Rob Kornél, magyar labdarúgó
- szeptember 18.
  - Donny Green, amerikai amerikai futballista
  - Koncz Zsolt, magyar labdarúgó
- szeptember 21. – Kiss Gergely, olimpiai bajnok vízilabdázó
- szeptember 27.
  - Lucas Bernardi, argentin válogatott labdarúgó, edző
  - Andrus Värnik, világbajnok észt gerelyhajító, hajóparancsnok
- szeptember 29. – Pavol Staňo, szlovák labdarúgó, edző
- október 2. – Didier Défago, olimpiai bajnok svájci alpesisíző
- október 6. – Vladimir Mancsev, bolgár válogatott labdarúgó, edző
- október 10. – Pomper Tibor, magyar labdarúgó
- október 17. – Stephen Wooldridge, olimpiai és világbajnok ausztrál kerékpárversenyző († 2017)
- október 18. – Paul Stalteri, kanadai labdarúgó
- október 25.
  - Kis Gábor, magyar parasportoló, handbike-os
  - Birgit Prinz, olimpiai bronzérmes, világ- és Európa-bajnok német válogatott női labdarúgó
- november 2. – Leon Taylor, olimpiai ezüstérmes brit műugró
- november 10.
  - Erik Nevland, norvég válogatott labdarúgó
  - Tihomil Vranješ, horvát vízilabdázó
- november 12. – Benni McCarthy, dél-afrikai labdarúgó
- november 17. – Mike Hurley, kanadai jégkorongozó
- november 23.
  - Adam Eaton, amerikai baseballjátékos
  - Pintér Zoltán, magyar labdarúgó
- december 7. – Espen Baardsen, amerikai születésű norvég labdarúgókapus
- december 10. – Ruck Róbert, sakkozó, nemzetközi nagymester, magyar bajnok
- december 19. – Boros Tamara, horvátországi magyar asztaliteniszező
- december 23. – Philip Tarlue, libériai válogatott labdarúgó
- december 26. – Frédéric Dambier, francia műkorcsolyázó
- december 29. – Nagy Kira, magyar teniszezőnő, olimpikon

## Halálozások
- január 28. – Tom Pryce, brit Formula–1-es pilóta (* 1949)
- február 4. – Nemo Leibold, World Series bajnok amerikai baseballjátékos (* 1892)
- február 8. – Boardwalk Brown, World Series bajnok amerikai baseballjátékos (* 1889)
- február 13. – Albert Andersson, olimpiai bajnok norvég tornász (* 1884)
- február 22. – George Fish, olimpiai bajnok amerikai rögbijátékos, orvos (* 1895)
- március 5. – Albert Andersson, olimpiai bajnok svéd tornász (* 1902)
- március 6. – Grațian Sepi, román válogatott labdarúgó (* 1910)
- február 21. – Francesco Loi olimpiai bajnok olasz tornász (* 1891)
- április 2. – Oscar Olstad, olimpiai bronzérmes norvég tornász (* 1887)
- április 28. – Sepp Herberger, német válogatott labdarúgó, világbajnok szövetségi kapitány (* 1897)
- május 12. – Barry Ashbee, Stanley-kupa- és Calder-kupa-győztes kanadai jégkorongozó, edző (* 1939)
- május 21. – Kronberger Lily, világbajnok műkorcsolyázó (* 1890)
- június 1. – Rudolf Vytlačil, csehszlovák válogatott labdarúgó, olimpiai és világbajnoki ezüstérmes és Európa-bajnoki bronzérmes szövetségi kapitány (* 1912)
- június 12. – Várszegi József, olimpiai és Európa-bajnoki bronzérmes atléta, gerelyhajító (* 1910)
- június 23. – Frank Spain, olimpiai bronzérmes amerikai jégkorongozó (* 1909)
- június 29. – Kutasi György, olimpiai és Európa-bajnok magyar vízilabdázó (* 1910)
- július 7. – Kovács Miklós, román és magyar válogatott labdarúgó, csatár (* 1911)
- július 18. – Giorgio Pessina, olimpiai bajnok olasz tőrvívó, edző (* 1902)
- július 21. – Hátszegi Ottó, magyar katonatiszt, diplomata, hírszerző, olimpikon tőrvívó (* 1902)
- augusztus 13. – Karl Kreutzberg, olimpiai bajnok német kézilabdázó (* 1912)
- augusztus 19. – Chuck Wortman, amerikai baseballjátékos (* 1892)
- szeptember 5. – Gustav Bayer, olimpiai ezüstérmes norvég tornász (* 1895)
- szeptember 19. – Paddy Livingston, World Series bajnok amerikai baseballjátékos (* 1880)
- szeptember 27. – Fabian Biörck, olimpiai bajnok svéd tornász (* 1893)
- október 10. – Bengt Bengtsson, olimpiai bajnok svéd tornász (* 1897)
- október 22. – Gérard Delbeke, belga válogatott labdarúgó (* 1903)
- november 8. – Bucky Harris, World Series bajnok amerikai baseballjátékos és menedzser, National Baseball Hall of Fame and Museum tag (* 1896)
- november 28. – Bob Meusel, World Series bajnok amerikai baseballjátékos (* 1896)
- december 2. – Otto Adam, olimpiai bronzérmes német tőrvívó, sportvezető (* 1909)
- december 4. – Sijtse Jansma, olimpiai ezüstérmes holland kötélhúzó (* 1898)
- december 6. – Georg Vest, olimpiai ezüstérmes dán tornász (* 1896)
- december 7. – Adalbert Püllöck, német származású román válogatott labdarúgókapus (* 1907)
- december 8. – Nagy Ernő, olimpiai bajnok magyar vívó (* 1898)